# ادوارد اچ دیویی
ادوارد هوکر دیویی (۲۱ مه ۱۸۳۷–۲۱ دسامبر ۱۹۰۴)، معروف به ادوارد اچ دیویی یک پزشک آمریکایی بود. او پیشگام در روزه درمانی و مبتکر «طرح بدون صبحانه» بود.

## دوران حرفه‌ای
دیویی در ۱۸۶۴ از دانشکدهٔ پزشکی و جراحی دانشگاه میشیگان با مدرک پزشکی فارغ‌التحصیل شد و به عنوان کمک جراح در ارتش ایالات متحده خدمت کرد. وی از ۱۸۶۶ در مادویل، پنسیلوانیا شروع به کار کرد.
کتاب علم واقعی زندگی دیویی (۱۸۹۵) تا ۱۹۰۸دست کم چهار بار تجدید چاپ شد. کتاب دوم او طرح بدون صبحانه و روزه‌درمانی (۱۹۰۰) مورد استقبال بسیاری واقع شد. تا ۱۹۲۱ سه ویرایش دیگر از آن منتشر و به فرانسه و آلمانی نیز ترجمه شد. استدلال دیویی این بود که مردم از صبحانه خوردن خودداری کنند و فقط دو وعده در روز غذا بخورند. وی تمام بیماری‌ها و مشکلات فیزیولوژیکی را ناشی از زیاده‌روی در غذا خوردن می‌دانست. او از روزه گرفتن‌های طولانی دفاع می‌کرد و معتقد بود که پرهیز از غذا می‌تواند جنون و اختلالات روانی را درمان کند. دیویی یک پروتستان بود و «طرح بدون صبحانه» او با انجیل مسیحی هماهنگ بود. جورج فردریک پنتیکاست اوانجلیست مقدمهٔ کتاب علم واقعی زندگی را نوشته‌است.

## پذیرش عامه
نظرهای دیویی در اوایل قرن بیستم از پذیرش عامه برخوردار بود اما توسط متخصصان پزشکی پذیرفته نشد. در ۱۹۱۰، مجله پزشکی بریتانیا با اشاره به اشتباهات پزشکی مطرح شده در کتاب طرح بدون صبحانه و روزه‌درمانی، دیویی را «نویسنده‌ای غیر دقیق و کم‌ملاحظه» توصیف کرد.این مجله نتیجه گرفت که نظر وی در مورد این که روزه‌داری نوش‌داروی بیماری‌ها است با شواهد مستدل پشتیبانی نمی‌شود و «یک توهم احمقانه» است. پزشکی به نام ویلیام تیبلز نوشت که روزه‌داری متعادل، مفید است اما باید تحت نظارتِ پزشکیِ مناسب انجام شود. وی خاطرنشان کرد که دیویی اصول روزه‌داری را به یک «افراط غیر منطقی» رسانده‌است.
دیویی بر نویسندگان جانبی مانند هیروارد کرینگتون و والاس واتلز تأثیر گذاشت. لیندا هازارد، نویسنده علم روزه داری، زیر نظر دیویی تحصیل کرد. هازارد یک شیاد بود که به دلیل ترویج روزه داری به عنوان نوعی درمان مورد توجه قرار گرفته بود. او به خاطر وقوع چندین مرگِ ناشی از این نظریه در آسایشگاه محل کارش در اوایل قرن بیستم، توسط ایالت واشینگتن محکوم به زندان شد.

## انتشارات
- علم واقعی زندگی: انجیل سلامتی جدید (۱۸۹۵)
- دوران جدیدی برای زنان: سلامتی بدون دارو (۱۸۹۶)
- مشروبات الکلی مزمن (۱۸۹۹)
- برنامه بدون صبحانه و درمان روزه (۱۹۰۰)